# Alegações finais
Alegações finais, também chamadas de razões finais, é uma fase do processo civil, do processo trabalhista e do processo penal, após o encerramento da instrução processual, onde são apresentados os argumentos finais de ambas as partes, por meio de debate oral ou apresentação de memoriais. 
No Direito brasileiro, está prevista no art. 500 do Código de Processo Penal.
A falta de abertura de oportunidade para esta última manifestação após a apresentação da totalidade do conjunto probatório pode caracterizar cerceamento de defesa ou quebra do devido processo legal, gerando a nulidade.